# Without Love
Without Love je americká romantická komedie z roku 1945, režírovaná Haroldem S. Bucquetem. Hlavní role ve filmu ztvárnili Spencer Tracy a Katharine Hepburnová.

## Příběh
Patrick Jamieson (Spencer Tracy) je tajný vojenský výzkumník, který během hledání noclehu ve Washingtonu narazí na opilého muže Quentina Ladda (Keenan Wynn), který se snaží narukovat k námořnictvu. Zmatený Quentin mu dovolí přenocovat v domě jeho sestřenice Jamie, avšak hned ráno ho spatří, jak už v jeho sklepě přeměřuje úhlopříčky místnosti. Quentin si však z minulé noci nic nepamatuje, a proto se oba znovu představí a mimo to se Patrick také doví, že dům je na prodej a seznámí se i s Quentinovou snoubenkou Edwinou Collinsovou (Patricia Morison). Toho dne se také seznámí s majitelkou domu Jamie Rowanovou (Katharine Hepburnová), podle které však příliš nevyhovuje jejím požadavkům na kupce. Patrickovi se nakonec podaří ji přesvědčit a Jamie ho zde nechá bydlet jako nájemníka, pod podmínkou, že bude vykonávat i funkci správce domu. Patrick však trpí náměsíčností, což se ukáže hned týž noc, a poté co ho před procházkou na ulici zachrání jeho věrný pes Dizzy rozhodne se zahrát na klavír. Jeho melancholické melodie probudí a dojmou i Jamie, se kterou se následně rozpovídá o jejím životě i o lásce, což jak Jamie brzy zjistí má i hlubší smysl. Jamie je už léta vdovou po svém dvouletém manželství s Harry Rowanem a Patrick se stejně jako ona snaží zapomenout na svou velkou, avšak nešťastnou lásku z Paříže Lile Vineovou. Patrick ji však jen ostře zkouší, co snese a naštvaná Jamie se ho rozhodně z bytu vyhodit. V tom však dorazí několik stěhováků, kteří Patrickovi nesou veškeré vybavení do jeho nové laboratoře, jež si zřídil ve sklepě. Překvapené Jamie Patrick konečně sdělí jeho záměr vytvořit kyslíkovou masku pro piloty létající ve stratosféře, což Jamie nakonec přijme jako službu vlasti a Patricka zde nechá vynalézat.
Po týdnu dorazí Kitty Trimbleová (Lucille Ballová) s Paulem Carrellem (Carl Esmond) jakožto novým potenciálním kupcem, ze kterého se také vyklube Patrickův starý přítel. V tu chvíli dorazí i Jamie, která ihned Paula vyprovodí, že dům není na prodej a následně se zajde podívat, jak Patrick pokročil s výzkumem. Poté, co si nadšeně prohlédne jeho laboratoř, se s ním zapovídá a po rychlé konverzaci ho osloví, jestli by si ji nevzal za manželku. Jamie mu poté vysvětlí, že má v úmyslu vyzkoušet, jak by fungovalo jejich manželství se vším, kromě vzájemné lásky.
Patrcik nakonec souhlasí, ale Jamie si však vezme hlavně jako pomocnici a asistentku pro jeho následné testy. Jejich manželství z počátku funguje a dál spolu pokračují ve výzkumu i na Jamiině farmě, kde se o ni však začne zajímat Patrickův přítel Paul. Jamie se jeho svodům zpočátku úspěšně brání, ale poté, co se Patrickovi stále více vracejí jeho vzpomínky na svou lásku z mládí, začíná být přece jen více arogantní a hrubý. Jamie se do Patricka již dříve tajně zamilovala, ale jejich manželství začíná být pomalu čím dál více napjaté. Jejich vztahu nepřidá ani Patrickův náhlý a neoznámený odjezd do Chicaga. Jamie však stihne týž vlak a na Patrickův popud odjedou společně. Před generální zkouškou nově vynalezené masky na simulátoru se však na pokoji při malé oslavě Jamiiných narozenin oba rozhádají. Jamie již dávno zjistila, že jí láska k životu chybí, avšak Patrick je přesně opačného názoru.
Po úspěšném testu se pokusí Jamie překvapit a oslavit jejich vědecký úspěch, právě příchozí Kitty mu však sdělí, že se zrovna dobře baví s Paulem na večírku. Patricka to však nijak neznepokojuje, ale jakmile se doví, že se na večírku nachází i jeho milovaná Lily Vine, rychle se tam pokusí dostat a vezme s sebou i Kitty. Lili zde však nespatří, a proto začne hledat Jamie u Paula v bytě. Naštvaný a znepokojený se však vrátí domů z prázdnou, ale v tom dorazí rozvášněná a opilá Jamie. Nakonec však Patrick pochopí, že se do něj Jamie zamilovala, a uvědomí si, že i jemu na ní záleží. Poté co jí daruje svou medaili za zásluhy se oba obejmou a usmíří.

## Obsazení
| Spencer Tracy        | Patrick Jamieson   |
| Katharine Hepburnová | Jamie Rowanová     |
| Lucille Ballová      | Kitty Trimbleová   |
| Keenan Wynn          | Quentin Ladd       |
| Carl Esmond          | Paul Carrell       |
| Patricia Morison     | Edwina Collinsová  |
| Felix Bressart       | profesor Ginza     |
| Gloria Grahame       | prodavačka cigaret |